# Queen’s Division
Die Queen’s Division (englisch; deutsch „Division der Königin“) ist als „Division of Infantry“ (Division aus Infanterie) ein administrativer Verband des britischen Heers, der vornehmlich für Rekrutierung, Ausbildung und Verwaltung in England beheimateter Infanterieregimenter zuständig ist. Die ihr angehörenden (Teil-)Einheiten sind operativ verschiedenen gemischten oder spezialisierten Brigaden unterstellt.

## Division of Infantry
Während die meisten Einheiten des britischen Heers einem Truppengattungs-Korps oder -Regiment angehören, wurden und sind die Einheiten der Infanterie in administrative Verbände aufgeteilt, die zwar „Division of Infantry“ betitelt wurden (Division aus Infanterie; nicht mit Infanteriedivision verwechseln!), aber anders als operative Divisionen ortsfest in einem Depot vor allem für Rekrutierung und Ausbildung in definierten Landesteilen zuständig sind.
Wie die operativen Verbände sind auch die administrativen Verbände Reformen und Umstrukturierungen unterworfen. So entstand am 30. September 2022 aus „Guards Division“, „King’s Division“, „Queen’s Division“ und „Scottish, Welsh and Irish Division“ sowie den bis dahin administrativ eigenständigen Jägerregimentern (Parachute, Rifles, Gurkha Rifles) die
- Guards and Parachute Division (Garde- und Fallschirmdivision) – Fußgarderegimenter und Fallschirmjägerregiment
- Union Division (Unionsdivision) – vorwiegend schottische, walisische und (Nord-)irische Regimenter
- „Queen’s Division“ (Division der Königin) – vorwiegend englische Regimenter
- Light Division (Leichte Division) – The Rifles und The Royal Gurkha Rifles.

Jeder Division ist auch ein Bataillon des Rangerregiments als primäres Ziel für Aspiranten aus der jeweiligen Division zugewiesen.

## Einheiten
- The Princess of Wales’s Royal Regiment
  - 1st Battalion
  - 3rd Battalion (Army Reserve)
  - 4th Battalion (Army Reserve)
- The Royal Regiment of Fusiliers
  - 1st Battalion
  - 5th Battalion (Army Reserve)
- The Duke of Lancaster’s Regiment
  - 1st Battalion
  - 4th Battalion (Army Reserve)
- The Mercian Regiment
  - 1st Battalion
  - 4th Battalion (Army Reserve)
- The Royal Anglian Regiment
  - 1st Battalion (Security Force Assistance)
  - 2nd Battalion
  - 3rd Battalion (Army Reserve)
- Royal Gibraltar Regiment (teilweise Army Reserve)
- Ranger Regiment
  - 3rd Battalion

## Geschichte
Die Queen’s Division wurde erstmals 1968 für die Verwaltung der gleichzeitig zu Regimentern umgewandelten administrativen Brigaden „Home Counties Brigade“ (Großraum London), „East Anglian Brigade“ und „Fusilier Brigade“ (Füsiliere) gebildet.